# NGC 290
NGC 290 је расејано звездано јато у сазвежђу Тукан које се налази на NGC листи објеката дубоког неба.
Деклинација објекта је - 73° 9' 45" а ректасцензија 0h 51m 14,7s. Привидна величина (магнитуда) објекта NGC 290 износи 12,0. NGC 290 је још познат и под ознакама ESO 29-SC19.